# Akousilaos z Rhodu
Akousilaos nebo Akúsilaos nebo Akusilaos (starořecky Ἀκουσίλαος) byl v roce 448 př. n. l. vítěz olympijských her v boxu.
Akousilaos z Rodu byl syn boxera Diagora, jednoho z nejslavnějších sportovců starověkého Řecka. Stejně úspěšnými sportovci na olympijských hrách byli i bratři Akousilaa. Starší bratr Damagétos zvítězil v Pankrátionu dvakrát a mladší bratr Dórieus rovněž v pankrationu třikrát.
Akousilaos zvítězil na 83. olympijských hrách v boxu a to v jednom dni, kdy zvítězil i jeho bratr Damagétos v pankrationu. Diváci na stadionu po jejich výkonech propukli v obrovský jásot, vždyť vítězství dvou synů jednoho otce, který byl sám olympijským vítězem, dosud ještě nikdo neviděl. Když jim jejich otec Diagoras přišel blahopřát k úspěchu, nadšení diváci házeli k jeho nohám květiny a pak, když ho vzali jeho synové na ramena a nesli ho doprostřed stadiónu, volali: "Dlouho ať žije Diagoras " a když po chvíli ztichli, aby jejich otec mohl poděkovat, z hlediště se ozval nějaký sparťan: " Zemři Diagore hned teď! " Nebyla to od něj zlomyslnost ani závist, ale výraz toho, že větší blaho již smrtelník v životě nedosáhne. Jejich otec Diagoras přemožen štěstím v té chvíli opravdu skonal.